# Винсон, Кларенс
Кларенс Адам Винсон (англ. Clarence Adam Vinson, р. 10 июля 1978, Вашингтон, США) — американский боксёр,по прозвищу "Недотрога"(англ. Untouchable), бронзовый призёр Олимпийских игр 2000 года.

## Любительская карьера
С 1997 по 1998 Винсон выступал в "наилегчайшем" весе (до 50,8кг)
С 1999 переходит в "легчайший" (до 53,5кг)

### Олимпийские игры
- Сидней 2000
  - 1/16 финала: победа над Рашид Буаита ( Франция) 9-2
  - 1/8 финала: победа над Таалайбек Кадыралиев ( Кыргызстан) 12-7
  - 1/4 финала: победа над Крину Олтяну ( Румыния) 26-19
  - 1/2 финала: поражение от Гильермо Р.Ортис ( Куба) 6-18